# Congrier
Congrier ist eine französische Gemeinde mit 919 Einwohnern (Stand: 1. Januar 2022) im Département Mayenne in der Region Pays de la Loire. Die Gemeinde gehört zum Kanton Cossé-le-Vivien im Arrondissement Château-Gontier. Einwohner der Gemeinde werden Congriéens genannt.

## Geografie
Congrier liegt etwa 42 Kilometer südwestlich von Laval. Im Süden begrenzt der Usure die Gemeinde. Umgeben wird Congrier von den Nachbargemeinden Saint-Aignan-sur-Roë im Norden, Saint-Saturnin-du-Limet im Norden und Nordosten, Renazé im Osten, Ombrée d’Anjou im Süden, Saint-Erblon im Südwesten, Senonnes im Westen sowie La Rouaudière im Nordwesten.

## Bevölkerungsentwicklung
| Einwohner                  | 1103 | 1046 | 910 | 975 | 1035 | 1036 | 955 | 887 |
| Quellen: Cassini und INSEE |      |      |     |     |      |      |     |     |

## Sehenswürdigkeiten
- Kirche Saint-Pierre-aux-Liens aus dem 19. Jahrhundert
- Schloss La Chevronnaie
- Vogtei

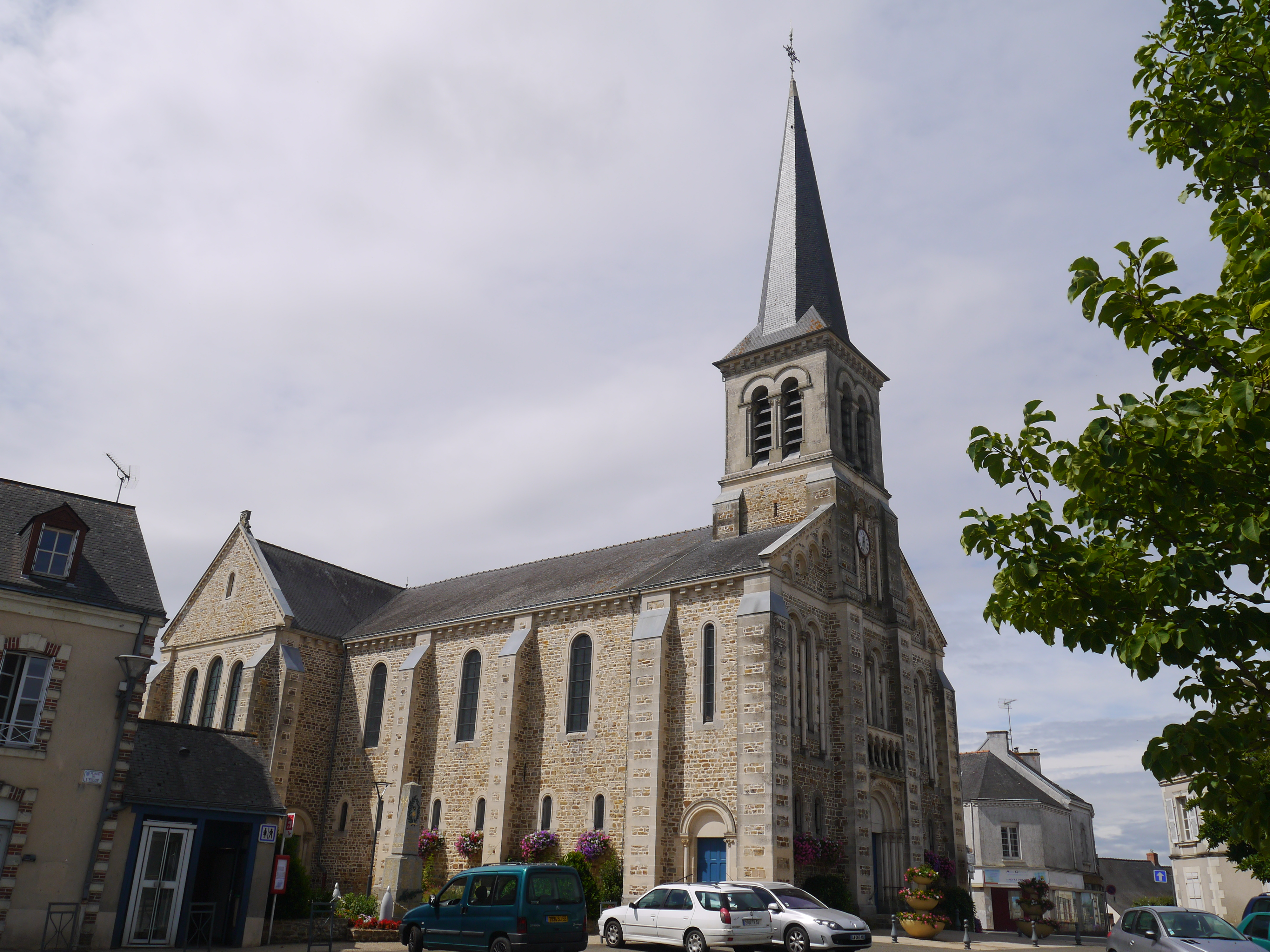
Kirche Saint-Pierre-aux-Liens
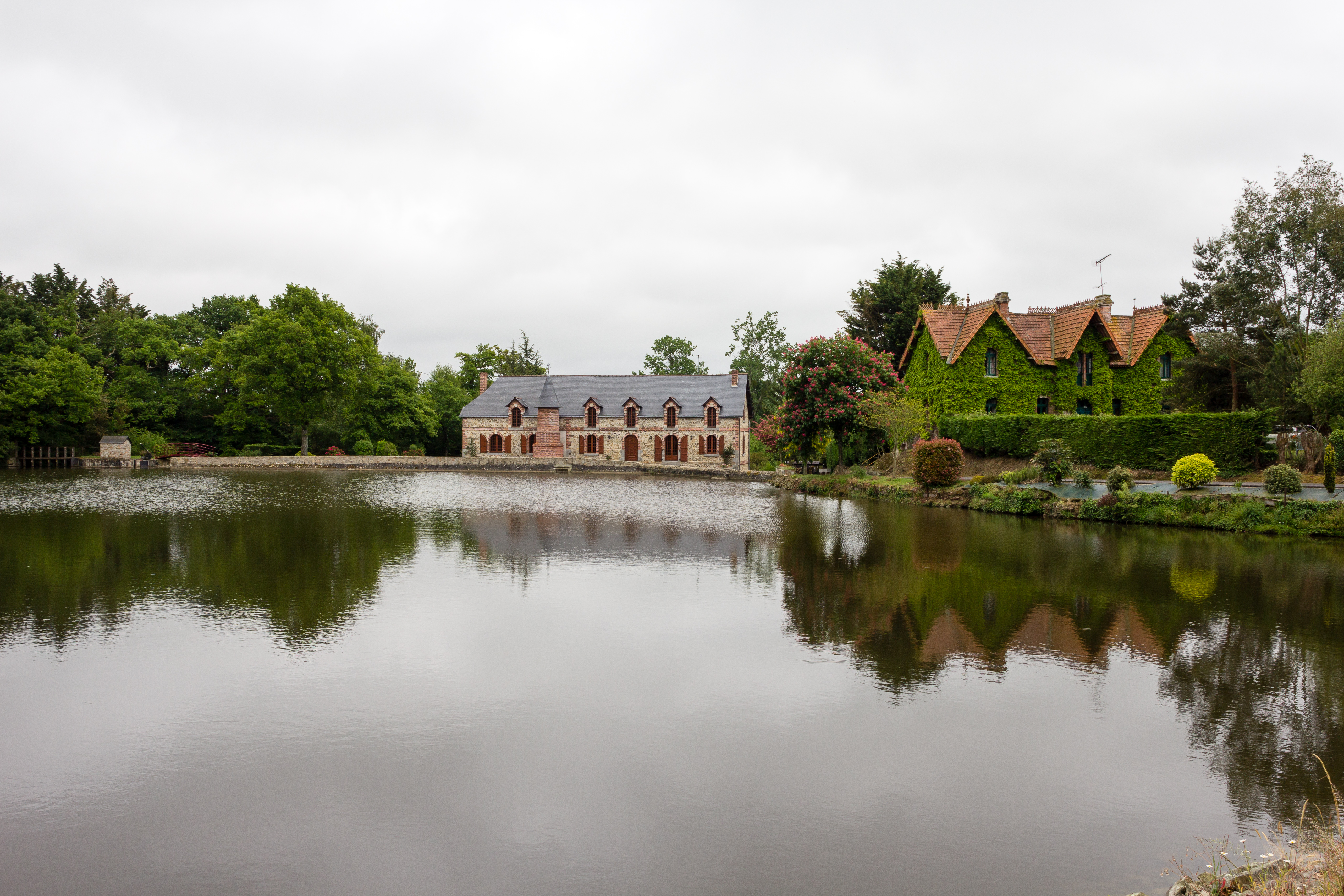
Vogtei